# Svea Flyveplads
Svea Flyveplads, (ICAO: ENSA) er en privat flyveplads ved minesamfundet Sveagruva, ved bunden af Van Mijenfjorden på Svalbard i Norge. Lufthavnen er ejet og drevet af Store Norske Spitsbergen Kulkompani der bruger flyvepladsen til transport af personale til Svalbard Lufthavn ved Longyearbyen. Personalet der arbejder ved minedriften i Svea er bosat i Longyearbyen, og er indlogeret i barakker under deres arbejdsuge i minerne.
Flyvningerne udføres omkring 25 gange om ugen af selskabet Lufttransport med et 19-sæders Dornier 228 fly. Landingsbanens underlag er grus og is afhængig af årstiden.